# Homo helmei
Homo helmei és una suposada espècie d'homínid prehistòric que visqué a Sud-àfrica durant el Plistocè. És conegut a partir d'un crani fragmentari amb un queixal del seny trobat a Bloemfontein. Molts taxonomistes rebutgen la validesa de l'espècie Homo helmei, assenyalant que no hi ha prou material fòssil per arribar a una conclusió certa, de manera que les restes de H. helmei sovint són assignades a H. heidelbergensis o H. sapiens arcaic.